# Маджида Нуурул Болкиах
Маджида Нуурул Болкиах (малайск. Majeedah Nuurul Bulqiah; род. 16 марта 1976, Бандар-Бруней) — брунейская принцесса, дочь султана Хассанала Болкиаха и его супруги Салехи. Занимается вопросами по защите окружающей среды.

## Биография
Родилась 16 марта 1976 года в семье Хассанала Болкиаха и его первой жены Салехи; она является четвёртым ребёнком султана и его третьей дочерью.
Закончила Университет Брунея-Даруссалам, получив степень бакалавра искусств в области управления, а в январе 2005 года закончила Королевский колледж Лондона, получив степень магистра в области экологического развития.
В феврале 2002 года начала работу в Министерстве развития, в качестве сотрудника по особым поручениям в отделе окружающей среды.
Затем она стала старшим специалистом по охране окружающей среды и руководителем правления и управления в Департаменте окружающей среды, парков и зон отдыха. По её инициативе в январе 2007 года был проведён Молодежный форум АСЕАН по окружающей среде. Принцесса является автором нескольких письменных работ, среди которых наиболее известна «Руководство по управлению окружающей средой при карьерной деятельности».

## Семья
10 июня 2007 года вышла замуж за журналиста и дизайнера Хайрула Халила, который получил титул Пенгиран Анак. У супругов в браке родилось двое детей:принц Абдул-Хавиз (род. 2008) и дочь Райхана Ханаа-Уль Болкиах (род. 2010).